# COVID-19 в России
В статье описывается распространение коронавирусной инфекции COVID-19 в России, вызываемой коронавирусом SARS-CoV-2, а также последствия пандемии COVID-19 для России.
COVID-19 официально внесён в список опасных заболеваний. Коронавирусная инфекция зафиксирована во всех регионах России.
10 сентября 2022 года число официально зарегистрированных в России случаев заболевания впервые превысило 20 млн человек.
По данным на апрель 2022 года, за все время пандемии с апреля 2020 года непосредственно от коронавируса в России скончались более 660 тыс. человек, из них в 2020 году — 144 тыс., в 2021 году — 447 тыс. Общее количество умерших с коронавирусом (основная причина и сопутствующий фактор) с начала пандемии к апрелю 2022 года достигло 760,3 тыс. человек. Однако, по данным Медиазоны, избыточная смертность составила 1 млн 184 тыс. человек, то есть почти в два раза больше официальной смертности от коронавируса.

## Хронология
2020 год
В январе 2020 года в России был создан оперативный штаб для борьбы с COVID-19 под руководством вице-премьера правительства Татьяны Голиковой. 28 января Российский союз туриндустрии официально закрыл въезд организованных туристических групп из Китая. 31 января 2020 года поступили первые сообщения о выявлении в России первых двух случаев заражения COVID-19 среди граждан КНР, у которых болезнь проявилась в лёгкой форме; заболевшие прошли курс лечения и были выписаны из больниц 11—12 февраля.
С 20 февраля 2020 года был введён запрет на въезд на территорию России граждан Китая.
2 марта 2020 года был выявлен первый случай заболевания в Москве. Российский турист, вернувшийся из Италии, обратился 27 февраля за медицинской помощью и был помещён на карантин в инфекционный бокс. Болезнь проявилась в лёгкой форме.
11 марта 2020 года Россия впервые начала серьёзно ограничивать авиасообщение с ЕС из-за пандемии COVID-19, разрешив летать в Германию, Испанию, Италию и Францию только «Аэрофлоту» и лишь в семь городов: Берлин, Мюнхен, Франкфурт-на-Майне, Мадрид, Барселону, Париж и Рим. С 30 марта 2020 года Россия полностью закрыла свои границы как для россиян, так и для иностранных граждан. Исключения были предусмотрены лишь для крайне ограниченной категории лиц.
В целях борьбы с распространением пандемии COVID-19 с 30 марта по 11 мая 2020 года в России действовал режим нерабочих дней. С 12 мая началось поэтапное снятие карантинных ограничений, большинство из них были отменены к концу июня.
В августе 2020 года Россия начала восстанавливать авиасообщение с отдельными странами.
В декабре 2020 года в России началась вакцинация против COVID-19. Москва стала первой: в ней она стартовала 5 декабря.
2021 год
Во второй половине апреля 2021 года в Россию попал дельта-штамм SARS-CoV-2.
В июне 2021 года в России наблюдался новый всплеск заболеваемости COVID-19. В третьей декаде июня число зарегистрированных случаев заражения вернулось к январским показателям, а рост с начала месяца составил 100 %. Власти объяснили происходящее низкими темпами вакцинации, пренебрежением профилактическими мерами и появлением более заразного дельта-штамма вируса.
16 июня 2021 года, власти двух регионов России — Москвы и Московской области — после резкого роста заболеваемости решили ввести обязательную 60-процентную вакцинацию лиц, занятых в сфере услуг, образования, транспорта, ЖКХ, а также госслужащих. Впоследствии число регионов с обязательной вакцинацией существенно увеличилось. В частности, 20 июля 2021 года Республика Тыва стала, согласно данным РБК, 36-м регионом, который ввёл обязательную вакцинацию.
В третьей декаде сентября 2021 года в России был зафиксирован новый всплеск заболеваемости; в ряде регионов начали говорить о «четвёртой волне».
20 октября 2021 года президент России Владимир Путин подписал указ о нерабочих днях с 30 октября по 7 ноября; целью указа обозначено недопущение «дальнейшего распространения новой коронавирусной инфекции». Главам регионов было дано право, исходя из местных условий, установить более длинный период нерабочих дней: они могут ввести нерабочий период с более ранней даты и продлить его после 7 ноября.
12 ноября 2021 года Правительство Российской Федерации внесло в Государственную думу законопроекты об использовании QR-кодов в общественных местах и на транспорте. Правительство охарактеризовало законопроекты как экстренную меру «на фоне сложной ситуации», вызванной распространением COVID-19 в России.
Первый случай заражения омикрон-штаммом коронавируса SARS-CoV-2 в России выявили 6 декабря 2021 года, его обнаружили у двух человек, прибывших из ЮАР.
16 декабря 2021 года Государственная дума в первом чтении приняла законопроект о введении QR-кодов в общественных местах.
2022 год
К 18 января 2022 года омикрон-штамм доминировал в Москве, Московской области и Санкт-Петербурге.
Весной 2022 года в Россию пришёл новый штамм коронавируса — стелс-омикрон (BA.2 штамма омикрон), первые случаи которого были зафиксированы в скандинавских странах. По данным Роспотребнадзора, на этот штамм приходилось до 80 % всех случаев заражений COVID-19.
1 июля 2022 года Роспотребнадзор сообщил о прекращении действия всех антиковидных ограничений, включая масочный режим. Такое решение было принято на фоне устойчивого снижения заболеваемости во всех возрастных группах. Помимо того, ведомство сообщило, что подавляющее большинство инфицированных (93 %) переносят заражение в лёгкой или бессимптомной форме.
Летом 2022 года в России начали регистрироваться заражения новыми разновидностями омикрона: ниндзя (BA.5), кентавр (BA 2.75) и дельтакрон, являющимся гибридом омикрона и дельты. В конце июля-августе 2022 года начали говорить о шестой волне коронавируса. В августе 2022 года специалистами отмечался рост заболеваемости ковидом. Число заражений достигало 30-40 тыс. случаев в день.
В начале октября 2022 года глава Роспотребнадзора Анна Попова заявила о снижении заболеваемостью ковидом вторую неделю подряд, что может означать близкое завершение шестой волны COVID-19.
26 октября 2022 года в России были зарегистрированы варианты омикрона BQ.1 и BQ.1.1, которым дали название «цербер». Новый штамм впервые был выявлен в ряде европейских стран в сентябре. Он отличается повышенной трансмиссивностью, распространяясь быстрее омикрона на 20—30 %.
2023 год
12 января 2023 года, согласно данным Роспотребнадзора, в России было зафиксировано первое заражение субвариантом XBB.1.5 штамма «омикрон», также известным как «кракен».
В апреле 2023 года в России выявили случаи заражения новым штаммом — «арктур». Отмечается, что он в 1,2 раза заразнее «кракена», однако не отличается высокой патогенностью.
В августе 2023 года наметился рост заболеваемости ковидом. С 11 по 17 сентября произошёл резкий скачок: по сравнению с предыдущей неделей количество заразившихся увеличилось на 50 %, а госпитализированных — на 20,6 %, составив 11,6 и 2 тыс. человек соответственно.
8 ноября 2023 года зафиксированы первые случаи инфицирования новым штаммом коронавируса «пирола». Семь случаев зарегистрировано в Санкт-Петербурге, три — в Москве.

## Ограничительные меры
Одной из мер федерального уровня стало ограничение транспортного сообщения с неблагополучными странами.
Помимо того, в марте 2020 года Роспотребнадзор сообщил, что ведёт «усиленный двойной контроль» лиц, прибывающих из стран с неблагополучной эпидемиологической обстановкой, используя стационарные и переносные тепловизоры, и что с 31.12.2019 по 19.03.2020 было досмотрено 4 млн. 641 тыс. человек, в том числе почти 400 тыс. прибывших из Китайской Народной Республики (КНР). Помимо того, ведомство сообщило о медицинском наблюдении за прибывающими из неблагополучных стран, анкетировании пребывающих, о последующей передаче пребывших под медицинское наблюдение по месту жительства и развёртывании обсерваторов — специальных учреждений с койко-местами для лиц, которых невозможно изолировать на дому.
Почти все регионы России к 20 мая 2020 года ввели масочный режим в общественных местах.
В последующем, 28 октября 2020 года, обязательный масочный режим был введён и на федеральном уровне (постановлением главного государственного санитарного врача Российской Федерации). Это означало обязанность жителей носить гигиенические маски для защиты органов дыхания «в местах массового пребывания людей, в общественном транспорте, такси, на парковках, в лифтах».
1 июля 2022 года Роспотребнадзор сообщил о прекращении действия всех антиковидных ограничений, включая масочный режим. Такое решение было принято на фоне устойчивого снижения заболеваемости во всех возрастных группах. Помимо того, ведомство сообщило, что подавляющее большинство инфицированных (93 %) переносят заражение в лёгкой или бессимптомной форме.
12 августа 2022 года в связи с обострением эпидемиологической ситуации обязательный масочный режим был возвращен в Туве. 16 августа его вернули в Бурятии. К сентябрю 2022 года ношение масок в общественных местах начало действовать ещё в 9 регионах России: Архангельской области, Белгородской области, Нижегородской области, Ульяновской области, Смоленской области, Республике Алтай, Забайкальском крае, Хабаровском крае, на Сахалине.

## COVID-19 и система здравоохранения

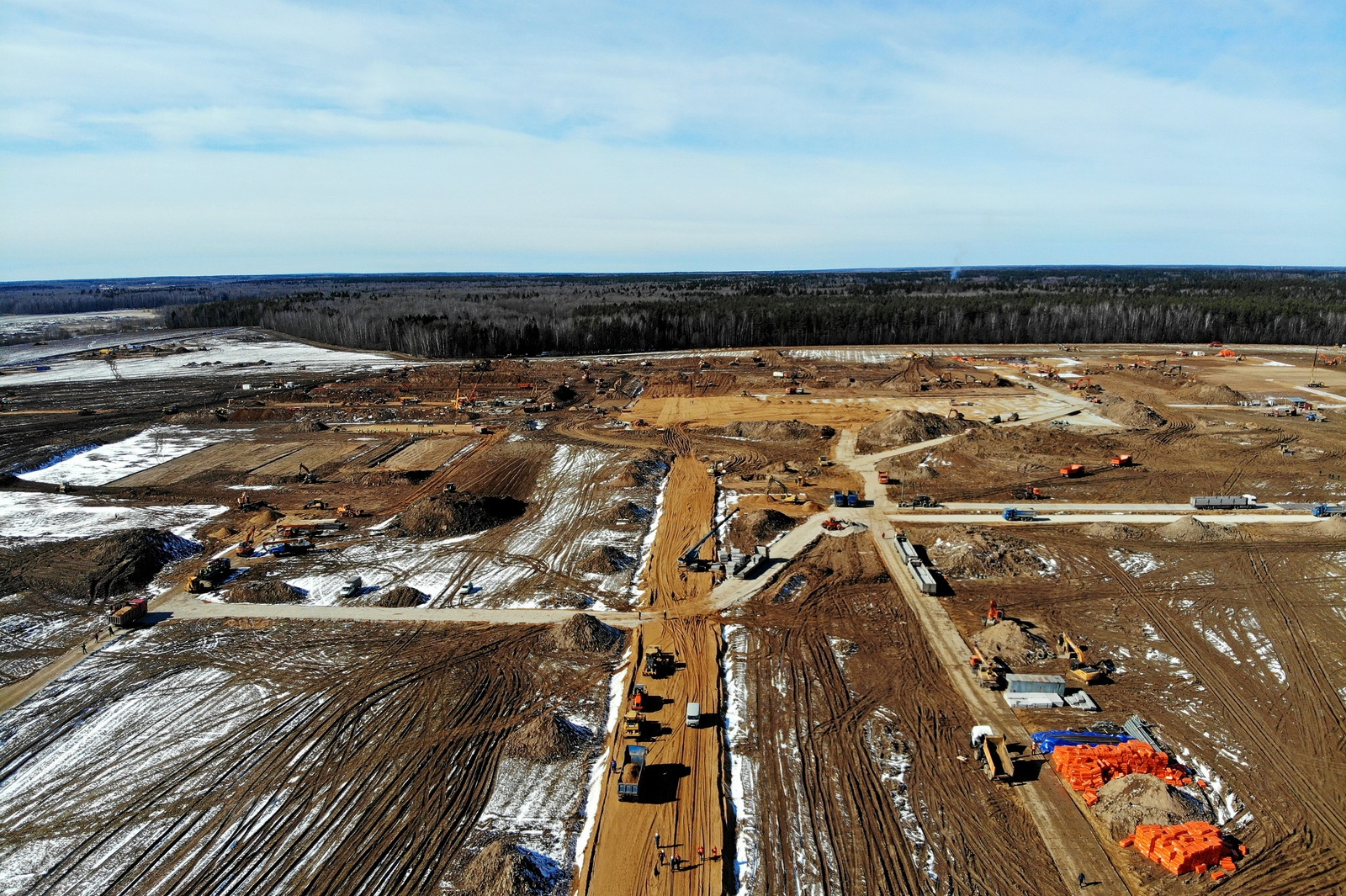
Строительство инфекционного центра в Новой Москве

Пандемии предшествовало сокращение числа коек в стационарах и врачей-инфекционистов, Впоследствии этот факт подвергался критике.
10 марта 2020 на официальном сайте мэра Москвы Сергея Собянина появилось сообщение о том, что в рамках режима повышенной готовности было принято решение о строительстве мобильного комплекса новой инфекционной больницы на 500 мест, рядом с деревней Голохвастово в Москве, призванный стать дополнением стационара в Коммунарке и инфекционной клинической больницы № 1. 17 апреля 2020 года комплекс был открыт мэром Москвы Сергеем Собяниным, а 20 апреля 2020 года больница приняла первых пациентов.
Помимо того, под лечение коронавирусной инфекции в Москве переоборудовали уже существующие больницы. Как пример, можно назвать 15-ю больницу им. О. М. Филатова.

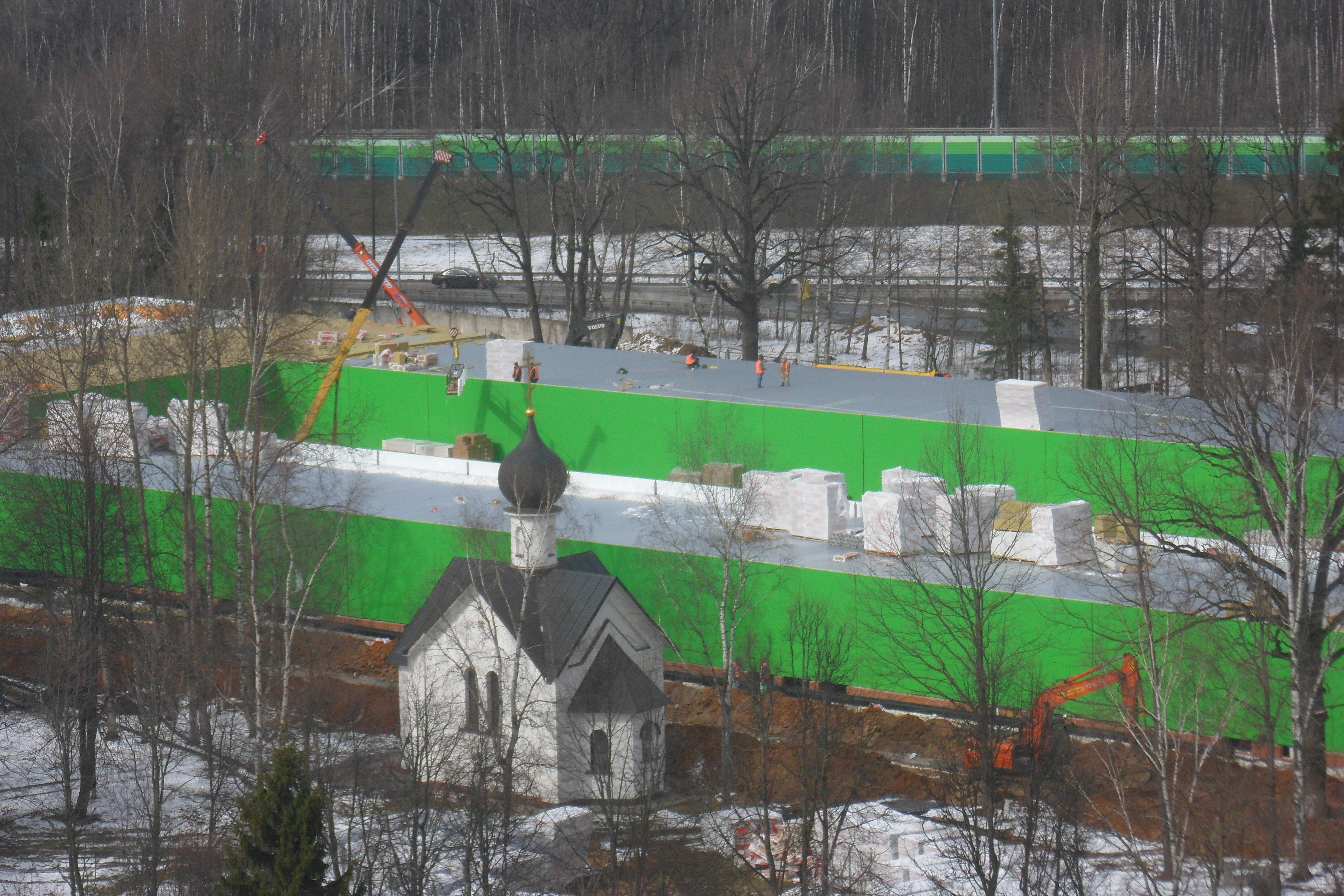
Строительство инфекционного отделения в филиале № 3 Центрального военного клинического госпиталя имени А. А. Вишневского в Одинцове, 1 апреля 2020 года

26 марта Сергей Шойгу на заседании правительства объявил, что Министерство обороны построит до 30 апреля в России 8 модульных инфекционных центров — в Одинцове, Подольске, Нижнем Новгороде, Волгограде, Оренбурге, Новосибирске, Улан-Удэ и Уссурийске. На втором этапе, к 15 мая, планируется ввести ещё 8 центров — в Смоленске, Калининграде, Пушкине (Ленинградская область), Ростове-на-Дону, Севастополе, Омске, Петропавловске-Камчатском и Хабаровске. Общая вместимость всех 16 центрах — 1600 койко-мест. Строительство началось 20 марта при круглосуточной работе. При необходимости центры будут принимать на лечение не только военнослужащих, но и гражданское население.
10 апреля министр здравоохранения Михаил Мурашко сообщил, что Россия мобилизовала систему здравоохранения и развёртывает для борьбы с инфекцией 94,5 тыс. коек. 30 мая он же сообщил о перепрофилировании для приёма больных с коронавирусной инфекцией 177 тыс. коек, или почти 15 % общего коечного фонда России.
20 апреля вице-премьер России Марат Хуснуллин сообщил, что построенный в Нижнем Новгороде многофункциональный центр Министерства обороны уже принял первых пациентов. Он был открыт 17 апреля, а в Одинцове строительство медицинского центра Министерства обороны завершилось на неделю раньше 30 апреля — запланированного срока.

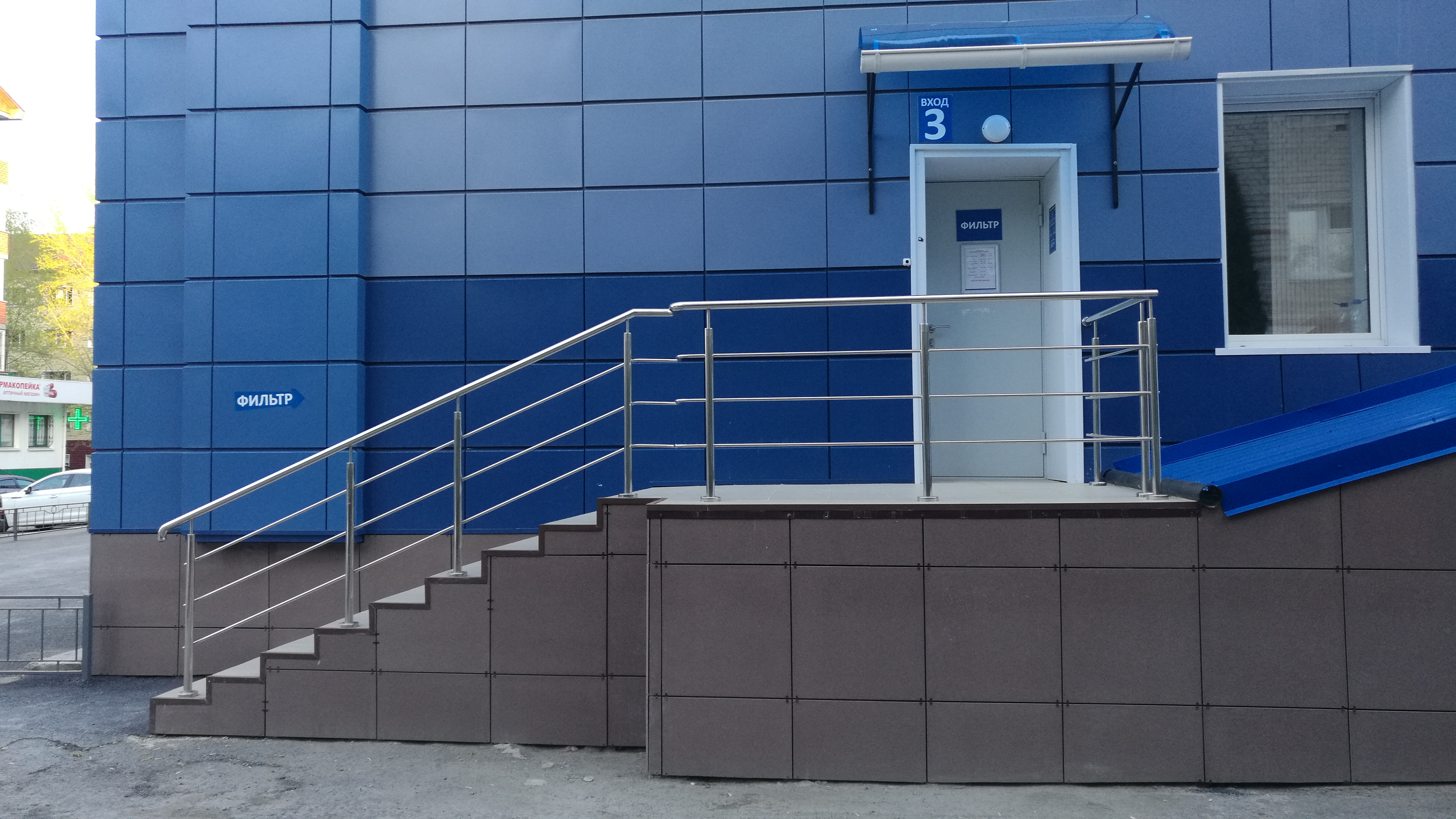
Отдельный вход для инфицированных в поликлинике. Тюмень, май 2021 года

23 апреля мэр Москвы Сергей Собянин открыл медицинский центр на 300 коек для лечения больных коронавирусной инфекции. Центр создан на базе госпиталя ГУВД.
По состоянию на 25 апреля в Москве, согласно информации столичного Департамента здравоохранения, больные с COVID-19 и пневмонией, а также пациенты с признаками ОРВИ и подозрением на COVID-19 госпитализировались в 57 городских, федеральных, ведомственных и частных больниц. 27 апреля в Москве число коек, доступных для противодействия коронавирусному заболеванию, достигло 22 тысяч, и сохранялось на этом уровне до 2 июня.
Минздрав России сообщил о приостановке вакцинации в рамках национального календаря прививок из-за распространения коронавируса. Замминистра Олег Гриднев сказал, что ведомство будет определяться по календарю исходя из подготовки вакцины против COVID-19.

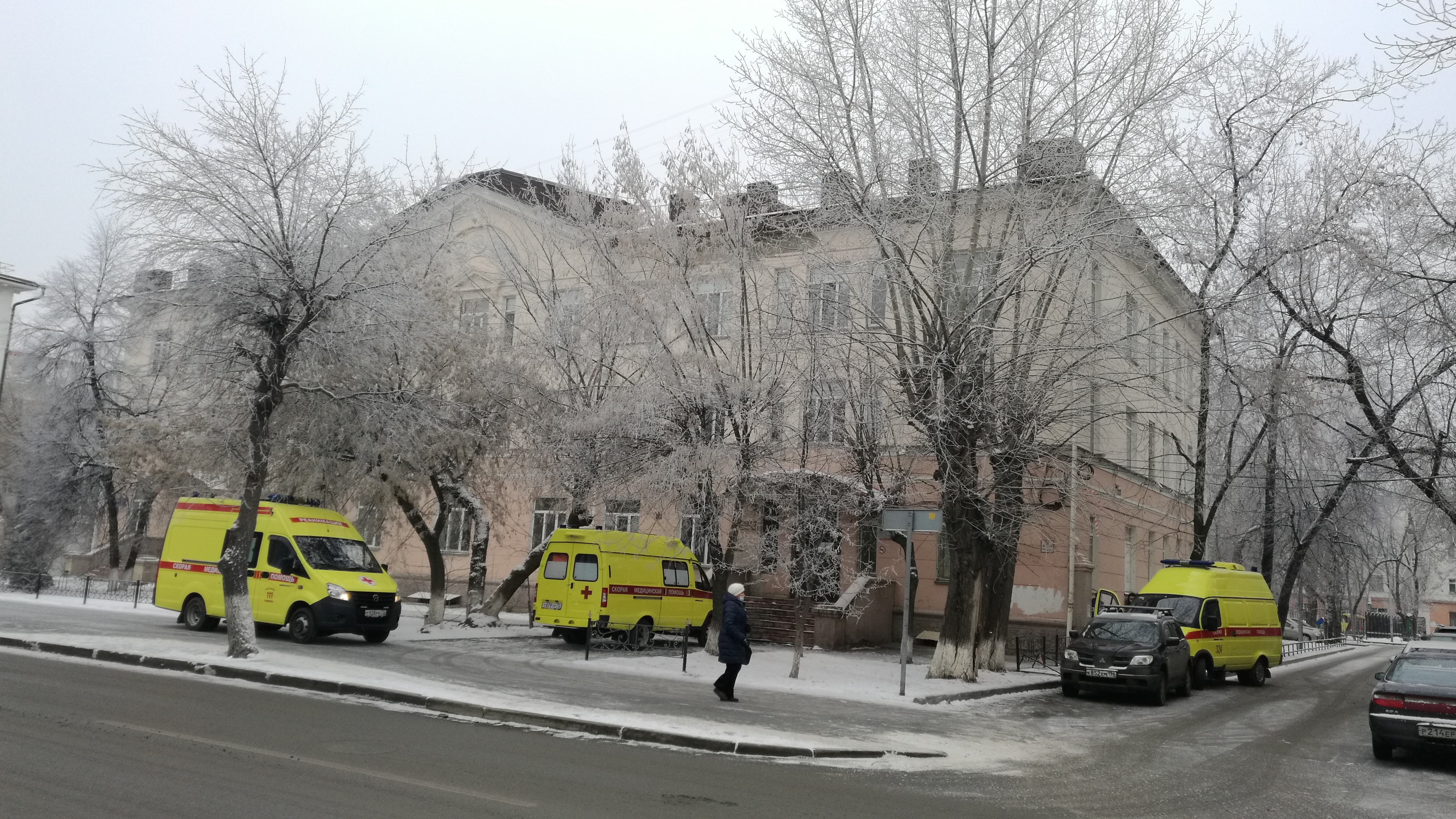
Автомобили скорой помощи возле COVID-госпиталя. Тюмень, декабрь 2020 года

### Стоимость лечения
В Москве лечение одного пациента с COVID-19 по полису ОМС оплачивается больницам в размере от 200 до 205 тысяч рублей.

### Обнаруженные проблемы
Согласно публикации «Коммерсанта» (со ссылкой на полученный журналистами документ МЧС), в конце марта в 28 российских регионах был зафиксирован значительный дефицит тестов на COVID-19, лабораторных материалов, средств индивидуальной защиты врачей, аппаратов искусственной вентиляции лёгких и другого оборудованием. В ряде субъектов Российской Федерации в ответ на запросы журналистов наличие проблем официально признали.
Дефицит средств индивидуальной защиты и аппаратов искусственной вентиляции лёгких 10 апреля признал министр здравоохранения Михаил Мурашко.

#### Дефицит средств индивидуальной защиты и других расходных средств
Обеспеченность больниц защитными средствами и противовирусными препаратами стали предметом внимания Генеральной прокуратуры Российской Федерации.
Нехватку защитных средств в медицинских учреждениях Владимир Путин потребовал устранить.
Ряд благотворительных фондов открыл сборы на покупку защитных средств для врачей.
Тем не менее, к началу мая дефицит защитных средств в системе здравоохранения по прежнему наблюдался.

#### Сокращение числа койко-мест и врачей-инфекционистов
В конце марта главный экономист Внешэкономбанка Андрей Клепач подверг критике ранее предпринятые государством реформы здравоохранения. В частности, он указал на то, что количество коек в стационарах и врачей-инфекционистов было сокращено.
Как отмечают «Ведомости», ссылаясь на данные Росстата, число заболевших опасными инфекционными болезнями (без учёта туберкулёза и венерических заболеваний) лишь незначительно сократилось в период с 1990 по 2018 годы (см. таблицу). Однако, отмечают они, за тот же период число коек инфекционного профиля сократилось более чем вдвое. В итоге значительно (более чем вдвое) возросла нагрузка на профильного врача. Соответственно, более чем вдвое повысилась и доля летальных исходов.
По данным руководителя Высшей школы организации и управления здравоохранением Гузель Улумбековой, коечный фонд для инфекционных больных после развала СССР сократился в 2,5 раза, уменьшилось и число врачей-инфекционистов. При этом коэффициент смертности от инфекционных болезней вырос вдвое. Число коек за последние 7 лет сократилось на 160 тыс., или на 15 %, штат врачей уменьшился на 46 тыс. человек, или на 8 %. Все эти проблемы сумарно привели к возникновению «бедственного положения» в отечественном здравоохранении.

#### Заражение COVID-19 в медицинских учреждениях
13 апреля 2020 года Анна Попова, руководитель Роспотребнадзора, сообщила, что в регионах России 55 % вспышек коронавирусной инфекции (из общего числа 74) имеют очагами медицинские учреждения.
Случаи внутрибольничного заражения зафиксированы, в частности, в Архангельской области, Республике Башкортостан, Республике Коми, Свердловской области.

#### Проблемы с аппаратами ИВЛ
9 мая в 50-й больнице им. С. И. Спасокукоцкого в Москве и 12 мая в реанимации больницы Святого Георгия в Санкт-Петербурге произошли пожары. Причиной возгорания, по одной из версий, стали аппараты искусственной вентиляции лёгких (ИВЛ) «Авента-М», произведённые Уральским приборостроительным заводом («УПЗ»), входящим в концерн КРЭТ «Радиоэлектронные технологии» холдинга «Ростех». В пожарах погибли один и пять человек соответственно.
После этих событий Росздравнадзор приостановил использование аппаратов данной марки, выпущенных начиная с 1 апреля.

#### Тяжёлые условия труда медицинских работников

Граффити в Батайске, август 2021

Врачи, занятые лечением больных с коронавирусной инфекцией, находятся в тяжёлых условиях: им приходится работать по 12 часов в день без перерывов и носить памперсы.

#### Неполучение обещанных выплат за работу с инфицированными
В апреле 2020 года Президент России поручил выплатить 25—80 тыс. руб. медикам, работающим с больными COVID-19, но вскоре выяснилось, что с выплатами возникли проблемы. Президент потребовал довести деньги до 15 мая. При этом, по словам Путина, выплаты должны осуществляться за сам факт работы с инфицированными, «а не за какие-то часы, минуты и так далее», однако на практике в каждом регионе порядок выплат трактуют по-своему, и фактическая сумма может зависеть от часов, потраченных на работу с больными. Путин назвал эту ситуацию «бюрократической канителью». После этого правительство убрало из постановления о выплатах фразу об отработанном времени.
16 июня в Златоусте Челябинской области на сотрудников скорой помощи завели дела о фейковых новостях (часть 9 статьи 13.15 КоАП) после того, как они пожаловались на отсутствие стимулирующих выплат за работу с заражёнными коронавирусом. Также на отсутствие выплат жаловались медики в Курганской и Орловской областях, Пермском крае, а также в Башкортостане и Крыму.
В августе 2020 года СМИ узнали и о невыплате медикам коронавирусных надбавок в Севастополе. Выплаты медработникам не осуществляются с мая. В департаменте здравоохранения Севастополя пояснили, что увеличение окладов медиков и сохранение процентов на прежнем уровне требует больших средств из городского бюджета, поэтому выплаты затягиваются. В свою очередь, в администрации Севастополя сообщили, что задержка произошла на уровне правительства, при перечислении федеральной выплаты.
В августе 2020 года в Башкортостане республиканский профсоюз работников здравоохранения по результатам проверки в Архангельской ЦРБ планирует направить жалобу в Гострудинспекцию. Обращения сотрудников больницы были связаны с недоплатами за работу в условиях КОВИД, несвоевременным оформлением дополнительных соглашений к трудовым договорам в провизорном госпитале.
27 сентября началась Всероссийская акция медработников «Заплатите за COVID». Протесты запланированы в разных городах страны до пятого октября. Главное требование медиков — полная выплата обещанных президентом надбавок за работу с коронавирусными больными.
В ноябре пресс-служба Генпрокуратура сообщила о том, что прокуроры добились перечисления стимулирующих выплат медработникам на сумму 61 млн руб. Восстановлены права 1104 медицинских сотрудников. Проштрафившимся признан министр здравоохранения Республики Крым Александр Остапенко — ему внесено представление об устранении нарушений в связи с опозданием поступления средств в медучреждения региона в размере 5,6 млн руб.
В Свердловской области врачи сысертской ЦРБ, в которой лечат коронавирусных больных, подали заявление в Следственный комитет на резкое сокращение зарплат у медперсонала — с 70 до 20 тысяч рублей. В медучреждении пояснили, что медработники сами согласились на такие условия, подписав документы перед началом работы в «красной зоне». Медики же утверждают, что узнали об этом не сразу — для допуска к работе от них потребовали подписать дополнительные соглашения к трудовому договору. Они поставили свои подписи, не читая документ, однако в нём было указано о снижении зарплат.
Кабинет министров РФ продлил до конца 2021 года социальные выплаты медицинским работникам, которые оказывают помощь больным COVID-19. Помимо медработников выплаты полагаются военным и сотрудникам силовых структур. Для этих целей правительство России выделит из резервного фонда 10 млрд рублей в дополнение к выделенным ранее 24,6 млрд рублей и 26 млрд рублей.
Следственное управление СК по Тверской области сообщило о начале проверки, связанной с «невыплатами» компенсаций за работу с ковид-пациентами медикам инфекционной больницы в регионе после обращения врача на пресс-конференции Владимира Путина.
В марте 2021 года Счётная палата России провела проверку и выявила нарушения по выплатам ковидных надбавок медработникам. В общей сложности за 2020 год они недополучили 330,6 млн рублей. После проведения контрольных мероприятий 251,2 млн рублей из этой суммы перевели медикам.

#### Росздравнадзор обнаружил больницы, скрывающие смертность от COVID-19
В сентябре 2020 года Росздравнадзор обнаружил скрывающие смертность от COVID-19 больницы. По словам главы ведомства Аллы Самойловой, разночтения в данных были выявлены из-за того, что медучреждения по-разному кодируют причины смерти тех, кто скончался в ковидных стационарах.

### Вакцинация против COVID-19

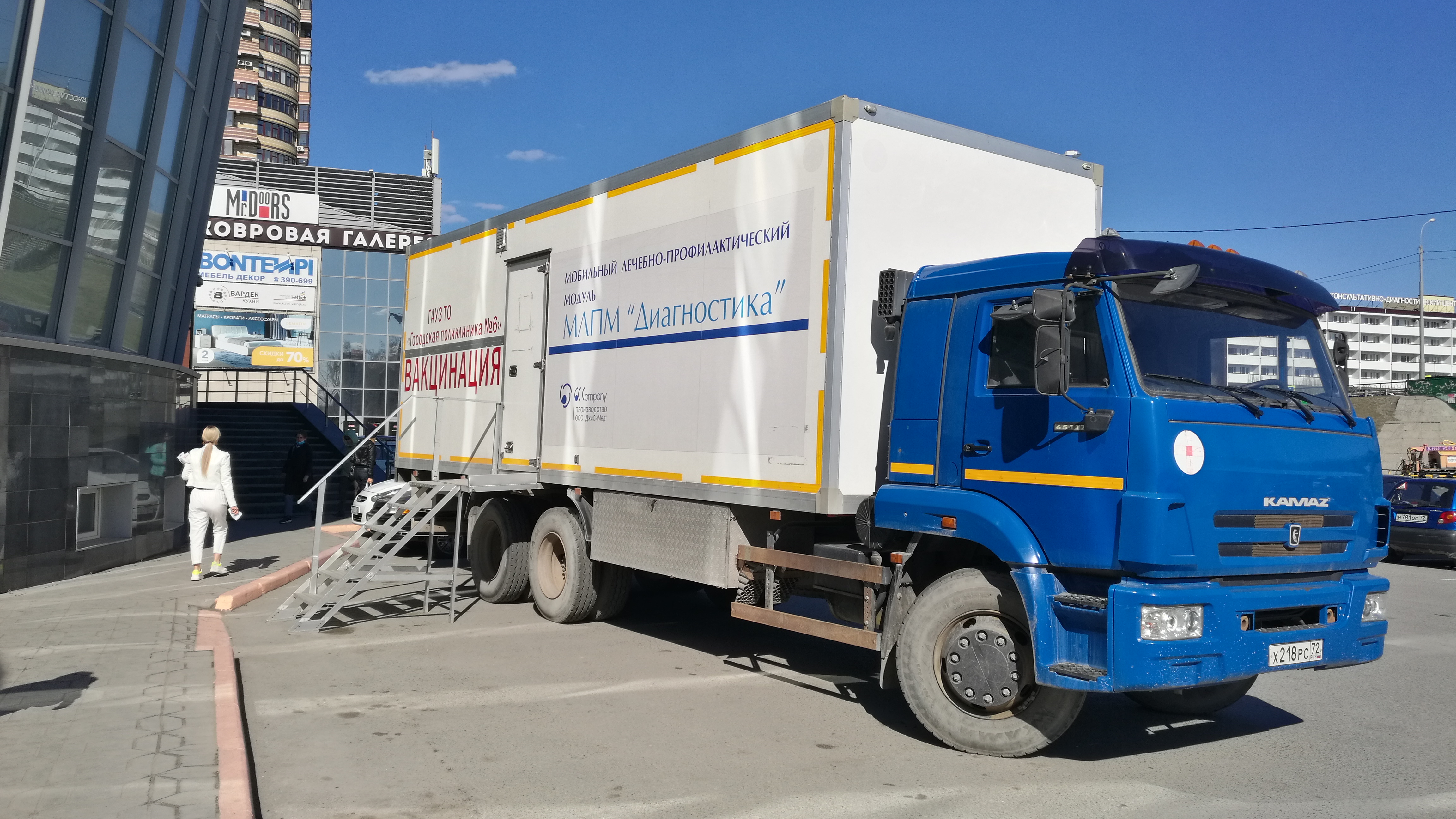
Мобильный пункт вакцинации возле торгового центра. Тюмень, май 2021 года

В мире ведутся разработки около двух сотен потенциальных вакцин от коронавируса, для более чем 30 начаты исследования на людях. 29 июня была выдана первая ограниченная регистрация МО КНР препарату компании CanSinoBIO.
В России первую ограниченную (условную) регистрацию получил 11 августа 2020 года препарат Гам-КОВИД-Вак (маркетинговое обозначение «Спутник V»), созданный в Центре им. Гамалеи.
«ЭпиВакКорона», вторая российская вакцина, разработанная новосибирским центром «Вектор», получила условную регистрацию 13 октября 2020 года.
В конце ноября 2020 года глава министерства здравоохранения РФ Михаил Мурашко обозначил время начала массовой вакцинации — январь-февраль 2021 года.
Массовая вакцинация против COVID-19 для всех желающих в регионах России началась 18 января 2021 года.
К концу февраля 2021 года в России были зарегистрированы три вакцины: помимо упомянутых выше «Спутника V» и «ЭпиВакКороны», регистрацию получила вакцина «КовиВак», разработанная Центром имени Чумакова. Однако ни по абсолютному числу привитых, ни по доле привитого населения Россия не входила в число мировых лидеров.
16 июня 2021 года, власти двух регионов России — Москвы и Московской области — после резкого роста заболеваемости решили ввести обязательную 60-процентную вакцинацию лиц, занятых в сфере услуг, образования, транспорта, ЖКХ, а также госслужащих. Впоследствии число регионов с обязательной вакцинацией существенно увеличилось. В частности, 20 июля 2021 года Республика Тыва стала, согласно данным РБК, 36-м регионом, который ввёл обязательную вакцинацию
Осенью 2021 года Министерство здравоохранения РФ дало разрешение на клинические исследования вакцины «Бетувакс-КоВ-2» — первой российской вакцины, разработанной частной компанией.
1 апреля Минздрав РФ сообщил о регистрации первой в мире назальной вакцины «Гам-КОВИД-Вак» (Спутник V), разработанной Центром им. Гамалеи.

## COVID-19 и система образования

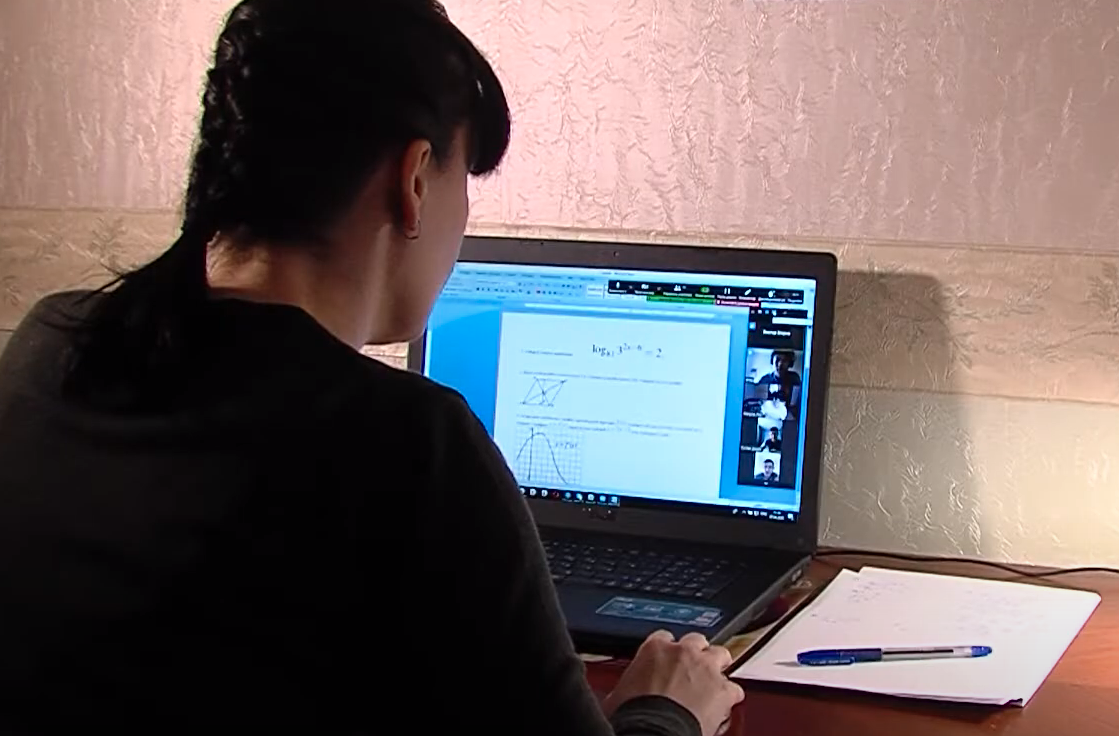
Урок математики во время пандемии COVID-19

Ответом на эпидемию COVID-19 стал переход образовательных учреждений на дистанционное обучение.
Исходя из создавшегося положения, в июне 2020 года правительство приняло решение выдать всем российским выпускникам аттестаты без выпускных экзаменов.
В августе 2020 года Роспотребнадзор и Минпросвещения дали рекомендации властям регионов по проведению торжественных мероприятий в школах 1 сентября на улице. При этом родителям посоветовали приходить в масках.
Минпросвещения в октябре 2020 года сообщил, что не рассматривает введение жёстких карантинных ограничений в школах. Глава ведомства Сергей Кравцов также отметил, что примерно 0,31 % российских школ закрыты на карантин из-за коронавируса, 0,22 % — из-за ОРВИ и гриппа.

## COVID-19 и учреждения социальной защиты

### Заражение COVID-19 в домах престарелых и инвалидов
Первый официально подтверждённый случай заболевания коронавирусной инфекцией COVID-19 в стационарных учреждениях социальной защиты был зарегистрирован 11 апреля 2020 года в Вязьме: стало известно, что болен заведующий отделением милосердия, симптомы обнаружились у медицинских сестёр и санитарок.
Заместитель министра труда и социальной защиты России Ольга Баталина 23 апреля 2020 года объявила, что к этому времени COVID-19 оказались заражены 457 россиян, проживающих в психоневрологических интернатах и домах престарелых. Министерство труда и социальной защиты Российской Федерации в апреле 2020 года призвало закрыть все стационарные организации социального обслуживания на полный карантин (вместе с сотрудниками). В начале мая 2020 года сотрудник благотворительного фонда «Старость в радость» Елизавета Олескина сообщила, что случаи заболевания COVID-19 в домах-интернатах для престарелых наблюдаются в 20 российских регионах.

## COVID-19 и экономика
20 февраля министр финансов Антон Силуанов сообщил, что Россия ежедневно теряет около 1 млрд руб. от снижения товарооборота с Китаем из-за COVID-19.
20 февраля ассоциация туроператоров России (АТОР) обратилась к премьер-министру России Михаилу Мишустину с просьбой рассмотреть возможность компенсации потерь туроператоров из-за ситуации с COVID-19 в Китае. По предварительным оценкам, убытки туроператоров составили 450 млн руб. Речь идёт о прямых убытках из-за форс-мажорной ситуации, когда туроператорам пришлось не только остановить реализацию путёвок в КНР, но и экстренно вывезти россиян за свой счёт. По данным АТОР, туроператоры сферы въездного туризма понесли убытки в 140 млн руб. Ранее Минфин согласился с оценками Минтранса о сумме убытков, которые потерпели российские авиакомпании из-за прекращения полётов в Китай. Речь идёт о 1,6 млрд руб.
Из-за остановки китайских заводов по производству активных фармацевтических субстанций и интермедиатов в России возникла опасность дефицита определённых лекарств, поскольку 75 % фармацевтических субстанций на российском рынке закупается в Китае. Было объявлено, что перебои с поставками лекарств ожидаются в апреле — поскольку вспышка COVID-19 совпала с длинными новогодними праздниками в Китае, российские производители сделали запасы активных веществ.
Произошла приостановка производства на российских заводах автомобильной промышленности (производства компаний Volkswagen и Peugeot Citroen).
Россия ввела запрет на вывоз ряда медицинских изделий, в том числе защитных масок и бинтов. Соответствующее постановление правительства опубликовано на сайте. Ограничение действует по 1 июня 2020 года. Несмотря на указанное ограничение, российский военный самолёт доставил в США груз медпомощи. Государственный департамент США 1 апреля сообщил, что переданные Россией аппараты искусственной вентиляции лёгких и средства индивидуальной защиты были приобретены властями США. Сумма сделки не была названа. Позднее выяснилось, что США оплатили всю стоимость российского груза с медицинским оборудованием, сообщило Reuters со ссылкой на высокопоставленного чиновника в администрации президента Дональда Трампа. Ранее в МИД России заявили, что счёт был поделён поровну между американской и российской сторонами.
По оценке экспертов, карантин длиной в пять недель приведёт к потере 2 — 2,5 % ВВП.
10 апреля агентство РБК обнародовало информацию, полученную от Ассоциации компаний розничной торговли, согласно которой поставщики крупных торговых сетей повысили цены на продовольствие в среднем на 5—15 %. Помимо того, отдельные поставщики уведомляют розницу о намерении увеличить отпускные цены на 20—50 %. Повышение цен в конце марта—начале апреля стало следствием резкого падения курса рубля.
В России, по информации Министерства промышленности и торговли, в конце апреля наблюдался быстрый рост выпуска отдельных видов продукции — защитных масок всех типов, кожных антисептиков и защитных костюмов. С 24 по 29 апреля их суточный выпуск вырос, соответственно, на 11 %, 24 % и 92 %.
Более 15 % российских ресторанов, закрывавшихся из-за связанных с эпидемией коронавирусной инфекции ограничений, так и не возобновили работу после их снятия, следует из опроса, проведённого ресторанной премией WHERETOEAT. Наиболее сложная для ресторанного бизнеса ситуация складывается на Урале, где остаются закрытыми около трети заведений. В Татарстане окончательно закрылись более 16 % заведений. В Москве рестораторы чувствуют себя лучше — в столице заработало более 94 % ресторанов.
По данным анализа на август 2020 года, проведённого аудиторской компанией КМПГ, более 60 % крупных российских компаний не получили налоговую господдержку в период пандемии. При этом 97 % из них ждут падения доходов, а почти четверть (24 %) уже приняли решение о сокращении сотрудников. Налоговые каникулы — право на отсрочку и рассрочку налоговых платежей для пострадавших отраслей — оказались доступны лишь 2 % респондентов. Причина недоступности налоговых каникул — одной из самых востребованных мер у бизнеса — в сложной процедуре получения отсрочки. Нужно собрать большой пакет документов, а многие региональные УФНС ранее не сталкивались с обращениями по предоставлению отсрочек. Кроме того, отсрочка предоставляется только после появления задолженности. По этой причине льгота не востребована у крупных, особенно консервативных, компаний.
Согласно докладу аналитической службы международной аудиторско-консалтинговой сети FinExpertiza пандемия коронавирусной инфекции COVID-19 нанесла катастрофический ущерб российскому бизнесу, его совокупная прибыль (без учёта малого бизнеса) в марте—мае 2020 года сократилась в годовом исчислении на 67 %. Такое падение прибыли названо худшим для весенних месяцев за всю историю наблюдений, то есть минимум за 16 лет. До сих пор худшим считался показатель 2017 года, когда прибыль российских компаний упала на 28 %.Общая прибыль российского бизнеса за весну 2020 года составила, по данным FinExpertiza, 1,4 трлн руб.: более трети компаний получили убыток в размере 1,65 трлн руб., а оставшиеся — прибыль в размере 3,05 трлн руб.
Глава Ростуризма Зарина Догузова оценила потери, которые понесла из-за пандемии коронавирусной инфекции COVID-19, российская туристическая отрасль в размере 1,5 трлн руб. При этом глава Ростуризма предупредила, что оценка потерь отрасли в 1,5 трлн руб. — это лишь расчётная сумма, в реальности потери могут оказаться больше.
В первом полугодии 2020 года из-за эпидемии коронавирусной инфекции в России более чем на треть снизилось число новых регистраций индивидуальных предпринимателей. Об этом заявили в компании Seldon, которая занимается разработкой информационных систем. Неохотнее всего новый бизнес открывался в Псковской области — там в первые шесть месяцев 2020 года открылось на 56,5 % меньше компаний, чем в аналогичный период 2019-го. Сильно пострадали Москва, Санкт-Петербург и Подмосковье — в этих регионах падение показателя составляло от 43,8 до 48,5 %.
Пандемия коронавируса и карантинные меры, введённые для её сдерживания, стали резким и масштабным шоком для мировой экономики, погрузив её в глубокую рецессию, говорится в июньском обзоре Всемирного банка «Перспективы мировой экономики». Экономику России, по оценкам ВБ, в 2020 году ждёт спад на 6 %, обусловленный скачком заболеваемости COVID-19 и падением цен на нефть.
В августе большинство (77 %) российских предпринимателей оценили в 50 % и менее шансы на выживание их компании в случае повторного введения режима карантина в связи с рисками второй волны COVID-19, следует из результатов мониторинга состояния бизнеса и эффективности мер господдержки, проводимого аппаратом уполномоченного по защите прав предпринимателей Бориса Титова. Основной проблемой для бизнеса в посткарантинный период оказался стагнирующий спрос в экономике — 67,2 % респондентов отметили, что потребительской спрос так и не вернулся на докризисный уровень. Более половины предпринимателей сообщили, что спрос на их продукцию восстановился только на 50 % и менее по отношению к тому же периоду 2019 года, а 25 % считают, что спрос — менее 20 % от прошлогоднего.
ВЭБ.РФ в первом полугодии текущего года получил 43,5 млрд руб. чистого убытка по международным стандартам финансовой отчётности (МСФО) против прибыли в размере 12,8 млрд руб. за аналогичный период 2019 года, следует из отчётности госкорпорации. На финансовый результат первого полугодия повлияло как формирование резервов, в том числе по поручительствам по кредитам МСП, так и сокращение чистого процентного дохода на фоне глобального снижения ставок кредитования.
Об экономических потерях, связанных с пандемией коронавируса, в августе 2020 года объявил и один из крупнейших сайтов по поиску работы — HeadHunter. В финансовом отчёте приводятся данные, что в российском сегменте бизнеса выручка упала на 19,1 %, до 1,4 млрд руб. Падение выручки HeadHunter объясняет уменьшением количества платёжеспособных клиентов в сегменте малого и среднего бизнеса на фоне ограничительных мер, принятых для сдерживания распространения эпидемии коронавирусной инфекции в России. Общее число платящих клиентов сократилось на 22,5 %, до 127,2 тыс.
По словам помощника президента Максима Орешкина, досрочно фактически войти в пятёрку крупнейших экономик мира России помогла пандемия COVID-19, от которой конкуренты пострадали больше.
Половина всех турагентств России прекратила деятельность из-за пандемии, сообщил в ноябре 2020 года журналистам гендиректор «Сети магазинов горящих путёвок» Сергей Агафонов.
На фоне роста заражений COVID-19 настроения бизнеса в России ухудшились: индекс оптимизма компаний с июня рухнул сразу на 14 процентных пунктов, достигнув минимума с 2009 года, оценила IHS Markit. Производители готовы поднимать цены и отказываться от инвестиций.
По данным Nielsen в начале 2021 года в России доля потребителей, чьи доходы уменьшились во время пандемии, составила 53 % и превысила среднемировую (46 %), а 69 % потребителей оказались вынуждены экономить.

## COVID-19 и религия

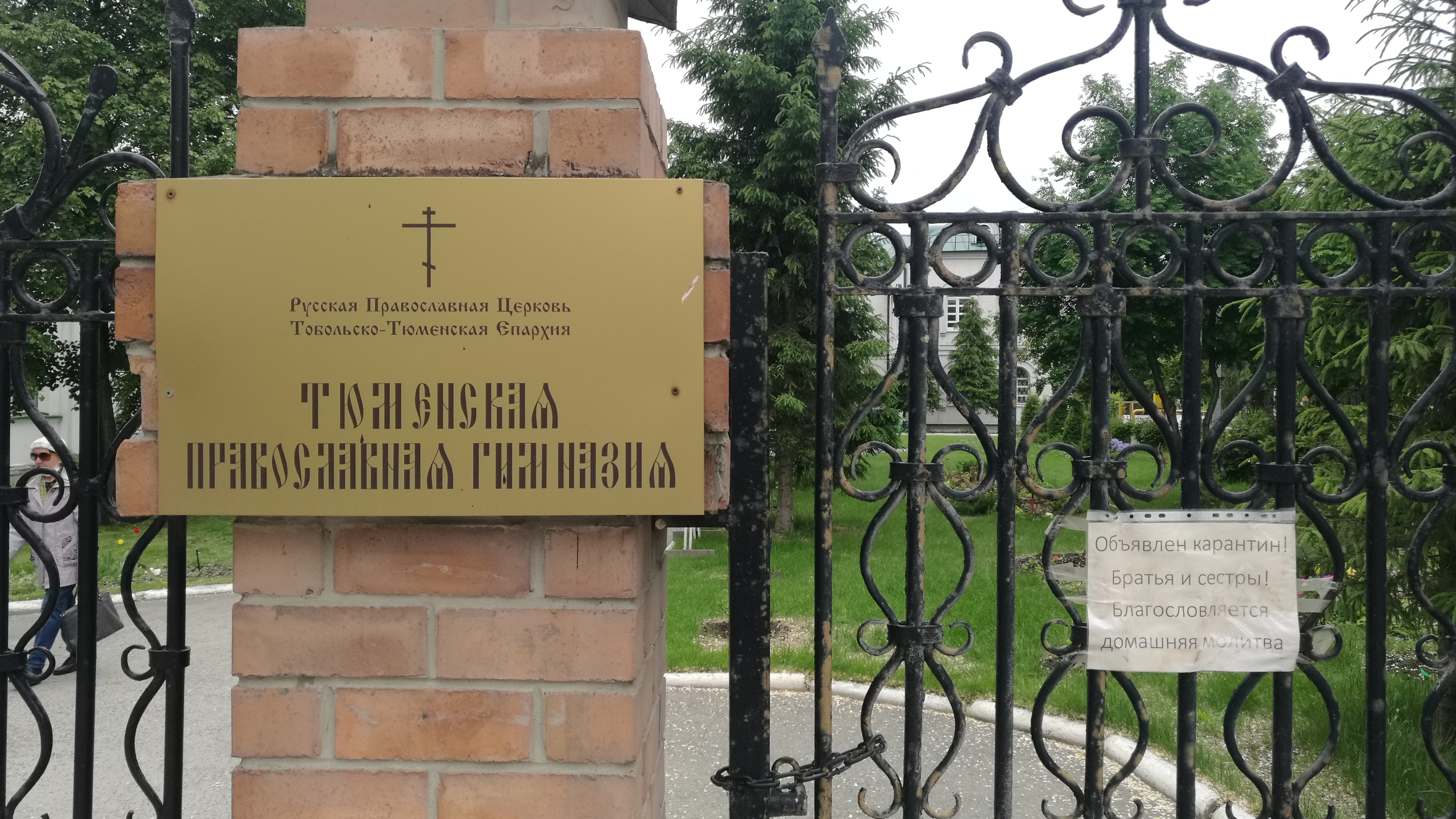
Объявление на ограде Крестовоздвиженской церкви. Тюмень, май 2020 года.

К началу второй декады апреля религиозная жизнь россиян претерпела существенные изменения: православные, католики, иудеи праздновали свои важнейшие религиозные праздники в условиях самоизоляции.
Лишь в конце мая было объявлено о смягчении ранее введённых ограничений: 29 мая 2020 года Роспотребнадзор выпустил рекомендации относительно поэтапного открытия храмов, мечетей, синагог и других мест богослужения. Согласно рекомендациям, следует ограничить участие в богослужениях лиц старше 65 лет и страдающих хроническими болезнями; участникам необходимо носить маски и соблюдать дистанцию 1,5 м; необходимо соблюдать и другие санитарные меры: регулярно проветривать помещения, проводить антисептическую обработку рук при входе и т. д. Во внебогослужебное время предусматриваются ограничения на число одновременно присутствующих: при стабилизации ситуации для храмов площадью до 100 м2 не более 2 человек, для храмов площадью от 100 до 400 м2 не более 5 человек, для храмов площадью свыше 400 м2 не более и 10 человек.
На первом этапе снятия ограничений рекомендации предусматривают храмовые богослужения в присутствии не более 1 человека на 4 м2 при площади храма не более 400 м2, а при большей площади — до 100 человек. На втором этапе снятия ограничительных мер указанный норматив (не более 1 человека на 4 м2) будет действовать в храмах площадью не более 800 м2, а при большей площади — до 200 человек. На третьем этапе ограничения по числу участников богослужения будут сняты.

### Русская православная церковь
В марте патриарх Московский и всея Руси Кирилл утвердил тексты молитвенных прошений в связи с угрозой распространения коронавирусной инфекции. Эти молитвы возносятся за Божественной литургией во всех храмах Русской православной церкви:

Еще молимся Тебе, Господу Богу нашему, о еже милостивно пощадити нас от губительнаго поветрия на ны движимаго и избавити верныя люди Твоя от смерти душевныя и телесныя, недугующим исцеление и здравие подати, нам же всем Твое божественное ограждение и заступление, молим Тя, милосерде Господи, скоро услыши и милостивно помилуй.

Ещё молимся, о еже умирити смятение человек и страхования всяческая, упованием твердым оградити верных Своих, мир же и тишину вселити в сердца наша, молим Ти ся, Господи, услыши и помилуй.
11 апреля Московская патриархия по требованию главного санитарного врача Москвы предписала духовенству Москвы и Московской области с 13 по 19 апреля проводить богослужения без участия прихожан. На службах должны находиться лишь священнослужители, а также лица, «присутствие которых необходимо для совершения богослужений и функционирования культовых зданий, а также для проведения онлайн-трансляций богослужений». Позднее запрет на участие прихожан в богослужениях в московских храмах дважды продлевали.
На Пасху (которая у православных в 2020 году приходилась на 19 апреля) многие верующие оказались лишены возможности посетить службу и были вынуждены довольствоваться прямой трансляцией и домашней молитвой. Россияне в первый раз встретили Пасху в условиях массовой самоизоляции.

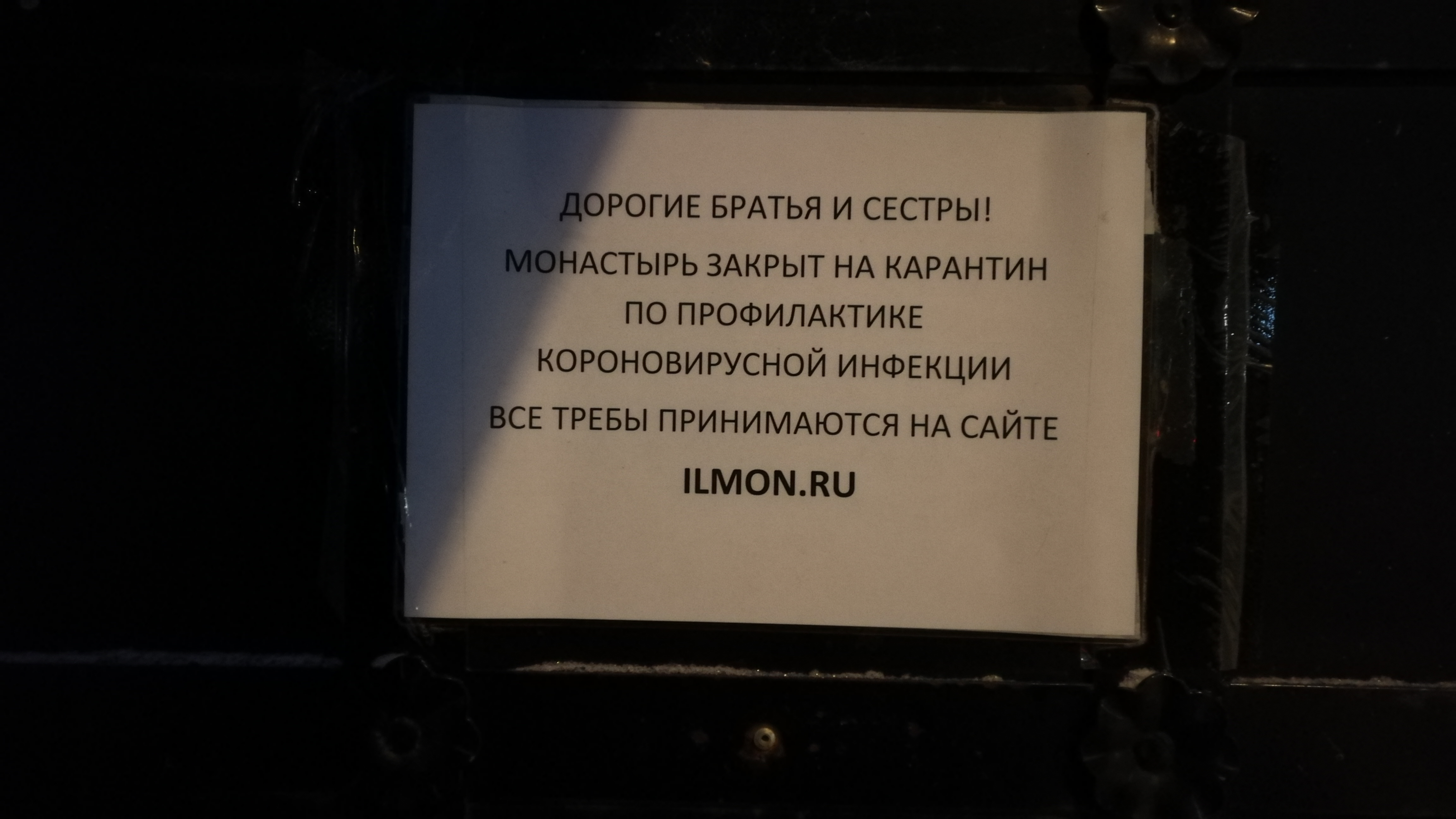
Объявление на ограде Богородично-Рождественского Ильинского монастыря. Тюмень, декабрь 2020 года.

Однако в различных епархиях разное положение дел: в одних посещение служб прихожанами не допускалось, в других оно было возможно при наличии медицинской маски и соблюдении дистанции и других санитарных мер. Епархии самостоятельно решали, пускать ли мирян на службы, с учётом указаний санитарно-эпидемиологических служб.
В отдельных епархиях предписания местных отделений Роспотребнадзора были восприняты в штыки. Например, архиепископ Сыктывкарский и Коми-Зырянский Питирим (Волочков) заявил, что обратится в суд, и призвал паству сообщать обо всех случаях незаконного задержания или наложения штрафа за посещение храмов епархии.
1 июня после публикации рекомендаций Роспотребнадзора рабочая группа по борьбе с коронавирусом при патриархе Кирилле сообщила, что с 6 июня московские храмы откроются для прихожан, а храм Христа Спасителя и Богоявленский собор в Елохове откроются уже 2 июня. Доступ прихожан в храмы будет осуществляться согласно указанным рекомендациям. Перед принятием решения его обсудили с мэром Москвы Сергеем Собяниным и главой Роспотребнадзора Анной Поповой.
6 июня митрополит Иларион заявил, что до отмены или ослабления санитарных ограничений прихожане будут допускаться в храм только в масках, а тем, кто пришёл без маски, её обязаны будут выдать. Для каждого храма России определено максимальное число лиц, которым разрешено присутствовать на богослужении; остальные смогут, при наличии трансляции, слушать её на улице или же посетить соседний храм.
19 октября патриарх Кирилл утвердил отлучение от церкви бывшего схимонаха Сергия из-за публичных призывов последнего игнорировать карантин и объявления ситуации псевдопандемией.
24 декабря 2020 года патриарх Кирилл возглавил ежегодное Епархиальное собрание духовенства города Москвы и в докладе сообщил, что к этому времени, согласно полученным данным, перенесли COVID-19 или продолжают болеть 350 священнослужителей приходов Москвы, а также 720 насельников и насельниц ставропигиальных обителей, жертвами заболевания стали 13 московских клириков, а также 24 насельника и насельницы ставропигиальных монастырей.

### Российские мусульмане
Духовное управление мусульман России (ДУМ РФ) из-за эпидемии COVID-19 с 18 марта приостановило коллективные пятничные и пятикратные молитвы в мечетях Москвы, о чём говорится в приказе первого заместителя председателя ДУМ РФ Дамира Мухетдинова. С этой даты дежурные имамы мечетей должны читать пятикратную молитву в мечетях в одиночестве. Также ограничивается число участников погребений, в мечетях приостанавливаются бракосочетания и имянаречения; верующим предлагается «отложить указанные мероприятия до момента исчезновения эпидемиологической опасности». Ранее Духовное управление мусульман России приказало воскресным школам при мечетях и другим образовательным учреждениям перейти на удалённое обучение, а при отсутствии такой возможности прекратить работу.
9 апреля, в условиях эпидемии COVID-19, совет улемов Духовного управления мусульман России признал допустимым вскрытие тел умерших, отказ от традиционного омовения, захоронение в гробу (вместо савана), захоронение не на мусульманском кладбище и кремацию (в случае невозможности предать тело земле). Молитва над погребённым должна проходить при минимальном числе участников, «ограничиваясь лишь ближайшими родственниками покойника».

### Российские иудеи
Российские иудеи закрыли все синагоги. Этому послужило, в частности, массовое заражение коронавирусом в московской общине, хотя большинство заболевших к началу второй декады апреля уже выздоровело. Кошерные лавки предлагают доставку на дом мяса, рыбы, мацы и вина. Молитвы через интернет российские иудеи не считают полноценной заменой; они стали следствием критических обстоятельств.

### Российские католики
Ночные мессы на Пасху, которые католики в 2020 году праздновали 12 апреля, в российских католических храмах предстояло служить без паствы, а службы — сократить по времени. Предусмотрены онлайн-трансляции, которые, по мнению прихожан, не могут в полной мере заменить посещение богослужения. В начале первой декады апреля ради исповеди и причастия верующие могли прийти в храмы в индивидуальном порядке.

### Российские буддисты
23 июня 2020 года Камбы-Лама республики Тыва Джамбел Лодой скончался от COVID-19. 22 ноября 2020 года Гелек Нацык-Доржу был избран на пост Камбы-ламы на всеобщем собрании лам Республики Тыва.

## COVID-19 и общество

### Перенос общественно значимых событий
Общероссийское голосование по поправкам к Конституции Российской Федерации, первоначально назначенное на 22 апреля 2020 года, было перенесено: оно было назначено на 1 июля, которое было выходным днём (но фактически голосование началось 25 июня).
9 мая 2020 года, в День Победы, традиционный военный парад на Красной площади не проводился из-за сложной эпидемиологической обстановки (хотя была проведена воздушная часть). Он был перенесён на 24 июня, день 75-летия исторического Парада Победы, объявленный нерабочим днём главой государства (см. Военные парады на Красной площади в 2020 году).

### Социальные проблемы
Специалисты ООН заявляют, что во всём мире наблюдается резкий всплеск случаев домашнего насилия, спровоцированный режимом домашней изоляции, в котором по состоянию на 6 апреля находилось 2,6 млрд человек. В новых условиях стало труднее получить помощь, так как многие кризисные центры закрыты на карантин, сотрудники полиции сосредоточены на поддержании домашней изоляции, и в то же время создаётся благоприятная среда для проявления агрессии дома. Уже к концу марта 2020 года в России отметили 25 % рост жалоб.
На этом фоне в России усилилось лоббирование «закона о домашнем насилии».
В то же время Министерство внутренних дел с цифрами в руках опровергает информацию о росте числа случаев домашнего насилия в России. В частности, по информации МВД, в апреле 2020 г. число случаев умышленного причинения тяжкого вреда здоровью в сфере семейно-бытовых отношений снизилось по сравнению с апрелем предыдущего года на 14,6 %.
В апреле 2020 года на фоне пандемии уменьшилось количество браков и разводов. В годовом выражении число браков сократилось на 74,4 %, а разводов — на 40,5 %. Увеличение количества регистраций браков и разводов в первой половине 2021 года было объяснено тем, что во время карантина россияне откладывали эти вопросы до более лучших времён.
Серьёзным испытанием режим всеобщей самоизоляции стал для людей с особенностями умственного и психического развития. Для тех, кто испытывал трудности с социализацией и постепенно обучался жизни в обществе, карантин спровоцирует регресс.
Как отмечают «Известия», более 64 тыс. человек в России не в состоянии остаться дома во время эпидемии, поскольку не имеют определённого места жительства. Бездомные в новых условиях оказались особенно уязвимы. Создавшееся положение РИА Новости именует катастрофой: бездомные «утратили возможность добывать себе еду», а благотворительные организации ограничены в действиях. Волонтёры проекта «НебомЖивы», которые несколько лет кормили бездомных, начали раздавать им медицинские маски, антисептики и мыло. Помимо того, волонтёры обратились к мэру Москвы и предложили «совместными усилиями обеспечить питание и ночлег для бездомных во время карантина», поскольку «найти пропитание в такой ситуации они не смогут». В противном случае смертность среди бездомных и преступность с их стороны могут резко возрасти.
Во время антиковидных мероприятий начало расти движение противников вакцинации («антиваксеров»). В их среде были широко распространены фейки, теории заговора и медицинские факты, признаваемые специалистами антинаучными.

### Протестные акции

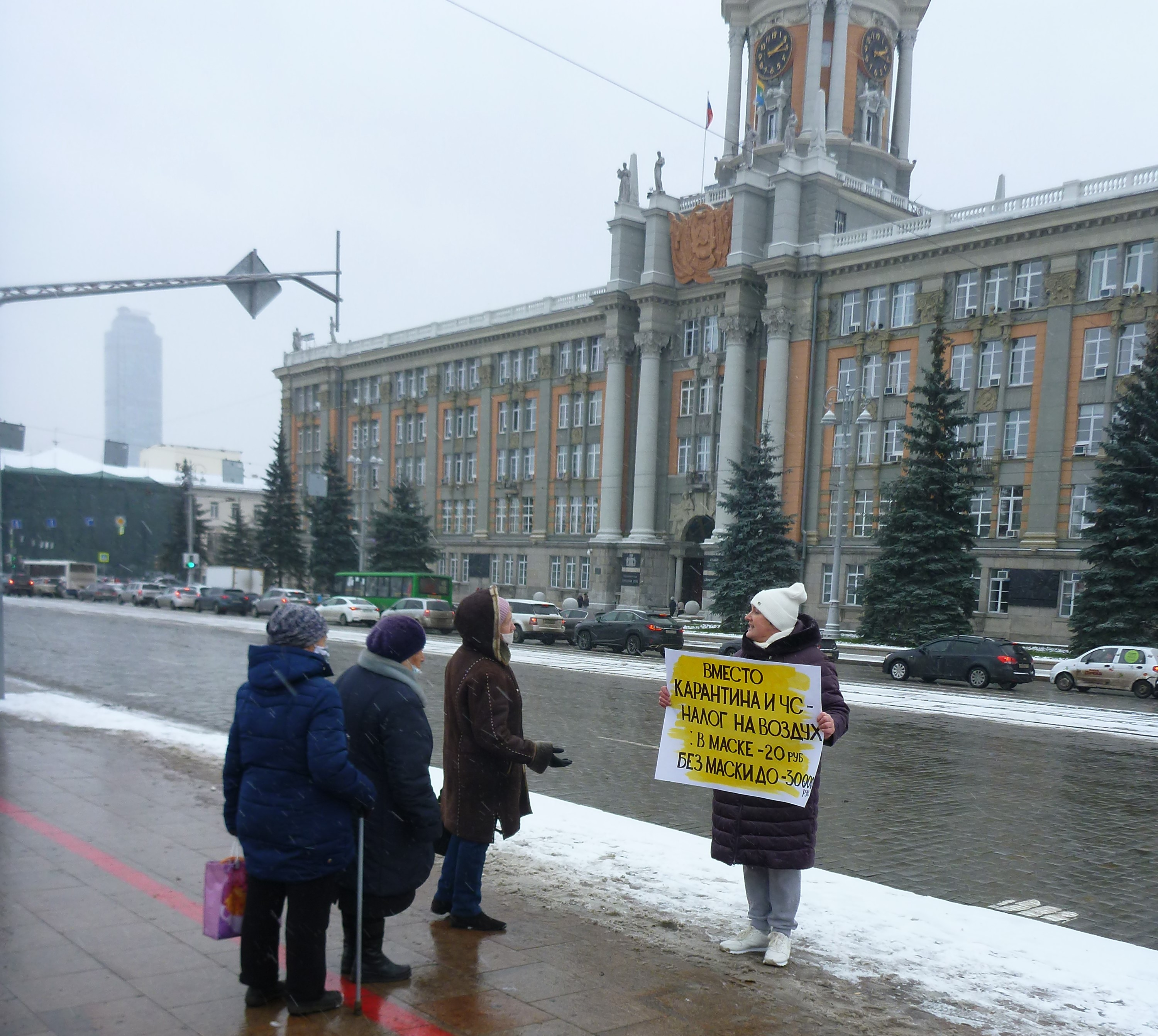
Одиночная пикетчица протестует против штрафов за неиспользование масок, Екатеринбург, 24 октября 2020 года

20 апреля 2020 года в России впервые с начала эпидемии прошли массовые протестные акции — правда, большинство из них оказались виртуальными. Жители Ростова-на-Дону, недовольные провалом организации выдачи пропусков, устроили флешмоб с использованием популярных приложений «Яндекс.Карты» и «Яндекс.Навигатор» — они заполнили недовольными комментариями участок карты перед зданием правительства региона. Довольно быстро локальный повод сменился глобальными проблемами — на виртуальном митинге люди начали требовать у властей страны введения ЧС и прямой помощи тем, кто остался без работы. Комментарии удалялись «Яндексом», но идея понравилась россиянам — в течение дня свои виртуальные митинги с аналогичными требованиями прошли на главных площадях Санкт-Петербурга, Нижнего Новгорода, Екатеринбурга, Тюмени, Уфы и других городов. Флешмоб докатился до Москвы, где протестующие взяли в «осаду» Кремль.
В этот же день состоялся митинг во Владикавказе: тысячи людей сорвали режим самоизоляции, введённый в Северной Осетии для борьбы с коронавирусной инфекцией COVID-19, и вышли на митинг на площадь Свободы. Это второй митинг против самоизоляции в Северной Осетии — в первом митинге, который прошёл в Дигоре 6 апреля, приняли участие около 100 человек. На акции во Владикавказе было задержано 69 человек, арестовано — 14 человек.
26 июля 2021 года в Москве состоялся митинг против обязательной вакцинации, организованный партией КПРФ в формате встречи депутатов с избирателями. Мероприятие вышло за рамки заданной повестки и закончилось задержаниями.
В конце 2021 года в ряде городов России прошли протестные акции против введения QR-кодов. Поводом для них послужил законопроект об обязательном использовании QR-кодов, обсуждавшийся в Государственной Думе РФ.

### Досуг
С середины марта в социальных сетях, преимущественно Instagram и Facebook, получил популярность флешмоб «Изоизоляция», суть которого состоит в том, что находящиеся на карантине дома люди воспроизводят из подручных материалов композиции известных картин или скульптур и выкладывают фотографии с ними в интернет. Группа «Изоизоляция» в Facebook к середине апреля набрала более 420 тыс. подписчиков, репортажи о ней появились в ряде СМИ, наряду с отзывами искусствоведов.

## Меры поддержки населения
11 мая 2020 года президент России Владимир Путин объявил о мерах поддержки населения в условиях пандемии коронавируса в стране. В частности, президент распорядился: организовать единоразовую выплату в десять тысяч рублей на каждого ребёнка с трёх до 15 лет включительно, увеличить минимальный размер пособия по уходу за ребёнком до 6751 рубля, а также направить по три тысячи рублей в месяц на каждого несовершеннолетнего ребёнка семьям, где родители временно потеряли работу. Премьер-министр России Михаил Мишустин оценил этот пакет мер поддержки граждан «самым дорогим»: «Этот пакет стал самым большим и по финансовым средствам, которые выделяются на его реализацию, и по охвату людей, для которых он предназначен». Кроме того, правительство утвердило меры поддержки представителей малого и среднего бизнеса. В отношении предпринимателей прекратились проверки вплоть до конца 2020 года. Указом правительства введён мораторий на возбуждение дел о банкротстве, что позволит предприятиям сохранить рабочие места.
В июне 2020 года Владимир Путин объявил о дополнительных выплатах семьям с детьми до 16 лет. В июле 2020 года они получат единовременную выплату в размере 10 000 рублей на каждого ребёнка.
Часть послаблений были приняты Банком России на период с 1 марта по 30 сентября 2020 года, а позже — продлены до 31 декабря. Для организаций был рекомендован ряд мер по поддержке населения — среди них: отмена штрафов и пени физлицам и МПС, приостановка выселения должников, реструктуризация займов путём смены валюты, отмена взысканий недвижимости для уплаты долга в случае существенного снижения дохода в период коронавирусной эпидемии, обслуживание клиентов с истёкшим сроком действия документов, удостоверяющих личность, снижение надбавок к коэффициентам риска по необеспеченным потребкредитам с 1 сентября 2020 года и отмена надбавки коэффициента риска по необеспеченным кредитам в рублях, выданным по 31 августа 2019 года.

## COVID-19 в социологии
В начале марта 2021 года Левада-Центр опубликовал результаты исследования того, как россияне воспринимают COVID-19. В частности, респондентам был задан вопрос о происхождении вируса. Наиболее популярна, причём во всех возрастных группах, версия об искусственном происхождении вируса: так полагает 71 % лиц в возрасте от 40-54 лет, 65 % лиц в возрасте от 55 лет и старше. В естественное происхождение чаще других верят респонденты 18-24 лет: таковых 34 %.

## Статистика
Сведения о том, сколько человек было инфицировано COVID-19, выздоровело от него, умерло от него, на сайте стопкоронавирус.рф ежедневно публикует оперативный штаб. Помимо того, статистику числа умерших от COVID-19 также публикует Росстат (на ежемесячной основе).

### Число инфицированных
Согласно данным оперативного штаба, первый весенний пик заболеваемости COVID-19 Россия прошла 11 мая 2020 года, когда число выявленных за сутки инфицированных составило 11 656 человек.
В летние месяцы 2020 года в России наблюдался ощутимый спад заболеваемости COVID-19.
Однако на смену спаду осенью 2020 года вновь пришёл рост, и весенние показатели заболеваемости были превзойдены. В частности, 6 декабря 2020 года число выявленных за сутки инфицированных превысило 29 тысяч. Пиком второй волны стало 24 декабря с 29 935 инфицированных.
К концу зимы 2020—2021 года вторая волна заболеваемости завершилась. В последующие месяцы наблюдалось снижение числа заражений.
В июне 2021 года в России был зафиксирован новый всплеск заболеваемости COVID-19: в третьей декаде месяца число зарегистрированных случаев заражения вернулось к январским показателям, рост с начала месяца составил 100 %. Пиковые значения данной волны были зафиксированы 9 июля: 25 766 заболевших.
Август 2021 года оказался временем относительного затишья.
В третьей декаде сентября 2021 года в России был зафиксирован новый всплеск заболеваемости; в ряде регионов начали говорить о «четвёртой волне».
Очередной антирекорд суточного числа заболевших, 41 335 человек, пришёлся на 6 ноября 2021 года. В период данной волны заболеваемости, как и в самом начале пандемии весной 2020 года, объявлялся общероссийский локдаун (режим нерабочих дней с 30 октября по 7 ноября 2021 года).
В конце декабря 2021 года заболеваемость COVID-19 в России существенно снизилась, вернувшись к уровням трёхмесячной давности.
Однако в условиях распространения омикрон-штамма абсолютный максимум по суточному числу инфицированных неоднократно обновлялся и 11 февраля 2022 года составил 203 949 случаев.
Имеются альтернативные оценки числа инфицированных. В частности, согласно оценкам специалистов Сбербанка, которые были получены путём моделирования на основе официальных данных и статистики тестирования его сотрудников, число жителей России, переболевших COVID-19, к концу 2020 года должно было достигнуть 16,6 млн, или 11,3 % населения. Превышение в 5—6 раз над официальными данными банк объясняет случаями «лёгкого и бессимптомного протекания болезни».
За неделю с 12 по 18 августа 2024 года в России с коронавирусной инфекцией были госпитализированы 1409 человек, 11 скончались.

### Число умерших
Оперативный штаб ежедневно публикует данные о числе умерших на сайте стопкоронавирус.рф. В 2020 году весенний пик смертности Россия прошла 29 мая: тогда суточное число умерших составило 232 человека.
Летом 2020 года суточное число смертей значительно снизилось. Однако осенью этот показатель начал расти и вырос существенно. В частности, 24 декабря 2020 года суточное число умерших достигло 635 человек, что стало пиковым значением во время так называемой второй волны; в последующие месяцы суточная смертность снижалась.
Летом 2021 года антирекорды суточной смертности оказались обновлены.
Однако абсолютный максимум суточной смертности пришёлся на 19 ноября 2021 года: за предыдущие сутки от COVID-19 умерло 1254 человека.
Данные о числе умерших, наряду с оперативным штабом, на ежемесячной основе публикует Росстат.
Статистика публикуется в разбивке на четыре категории:
1. COVID-19 стал основной причиной смерти, причём заболевание идентифицировано при жизни, или посмертно получен положительный тест;
2. судя по течению заболевания, смерть с большой вероятностью наступила именно от COVID-19, но вирус не был идентифицирован;
3. COVID-19 не стал основной причиной смерти, но существенно повлиял на развитие смертельных осложнений;
4. COVID-19 не стал основной причиной смерти и не оказал существенного влияния на развитие смертельных осложнений иного заболевания.

По данным Росстата, общее число умерших с COVID-19 (с учётом всех четырёх категорий) за апрель 2020 года—декабрь 2021 года составило 681,1 тыс. человек (в 2020 году — 163,3 тыс. человек, в 2021 году — 517,8 тыс. человек), при этом COVID-19 стал основной причиной смерти 591,1 тыс. человек (в 2020 году — 144,7 тыс. человек, в 2021 году — 446,4 тыс. человек).
Данные Росстата ощутимо отличаются от данных на сайте стопкоронавирус.рф.
В июне 2020 года Департамент здравоохранения города Москвы сообщил, что данные о числе умерших на сайте стопкоронавирус.рф, будучи оперативными, лишь частично отражают случаи, в которых диагноз был установлен посмертно.
В 2021 году доля умерших от COVID-19 в России составила 19,1 % в общем числе смертей, заняв второе место среди наиболее частых причин смерти (на первом месте оставались болезни системы кровообращения).
По данным на апрель 2022 года, за все время пандемии с апреля 2020 года непосредственно от коронавируса в России скончались более 660 тыс. человек, из них в 2020 году — 144 тыс., в 2021 году — 447 тыс. Общее количество умерших с коронавирусом (основная причина и сопутствующий фактор) с начала пандемии к апрелю 2022 года достигло 760,3 тыс. человек.
Избыточная смертность
Распространение COVID-19 влияет на смертность не только напрямую (приводя к смерти заболевших), но и косвенно (например, затрудняя получение медицинской помощи).
Прямые и косвенные эффекты пандемии отражает так называемая избыточная смертность: за январь—ноябрь 2020 года она, согласно расчётам РБК, составила 184,6 тыс. человек; за норму взята смертность за январь—ноябрь, усреднённая за предыдущие 5 лет.
Согласно расчётам научного сотрудника Университета Тюбингена Дмитрия Кобака, при использовании линейной экстраполяции тренда 2015—2019 годов на период пандемии COVID-19 показатель избыточной смертности в России за апрель 2020 — май 2021 года составляет чуть более 515 тыс. человек (превышение над трендом, который предшествовал пандемии, — 29,1 %).
Согласно исследованиям причин избыточной смертности в Москве в 2020 году, структура причин смерти во время пандемии изменилась, причём как из-за увеличения доли инфекционной смертности, так и из-за роста смертности от заболеваний, которые были часто ассоциированы с инфицированием коронавирусом, таких как сахарный диабет 2-го типа, ожирение, хронический тубулоинтерстициальный нефрит, поликистоз почек, хроническая ишемическая болезнь сердца, поражение сосудов мозга, инфаркт мозга и хроническая обструктивная болезнь лёгких. С учётом сверхсмертности от этих заболеваний и неопределённых причин смерти реальное количество умерших от COVID-19 может вдвое превосходить количество подтверждённых случаев, а посмертное исследование лиц с подозрением на заражение коронавирусом, предположительно, выявляет не все случаи инфицирования.
По данным Русской службы Би-Би-Си, к декабрю 2021 г. общая избыточная смертность в РФ составила почти 7 тыс. человек на 1 млн населения, что превысило показатель ЮАР (4 тыс.), США (2.5 тыс.), Великобритании (2 тыс.) и Израиля (800).
Влияние на общую смертность
Общее количество умерших в стране от всех причин за 11 месяцев 2021 года увеличилось на 348,7 тыс., что 18,5 % больше, чем за январь—ноябрь 2020 года, а за ноябрь оно выросло на 37,4 тыс., или на 17 % по сравнению с ноябрём предыдущего года
Общее количество умерших за ноябрь 2021 года выросло на 37,4 тыс., или на 17 % по сравнению с ноябрём предыдущего года.
Рост смертности в октябре 2021 года в сравнении с октябрем 2020 года составил 20,3 %. При этом октябрьский рост смертности от COVID-19 перекрыл снижение смертности (на 6,2 %) от других заболеваний.
Ранее, в сентябре 2021 года, каждая пятая смерть в России (39 638 человек) была связана с COVID-19.
Влияние на смертность отдельных групп населения
Число ветеранов Великой Отечественной войны в России сократилось с 1,21 миллиона человек (в апреле 2020 года) до 896806 человек (на 1 октября 2021 года); сокращение составило 26 %.
Влияние на естественную убыль населения
Естественная убыль населения России за январь—ноябрь 2021 года достигла 945,1 тыс. человек, что на 64 % больше, чем за январь—ноябрь 2020 года (574,8 тыс.).

### Распределение по регионам
Наибольшее число заболевших приходится на Москву, за ней следуют Санкт-Петербург и Московская область.